# 니시로쿠고촌
니시로쿠고촌(일본어: 西六郷村)은 일본 오사카부 나카카와치군에 있던 촌이다. 현재의 히가시오사카시에 해당한다.

## 역사
- 1889년 4월 1일 - 정촌제 시행에 의해 와카에군 니시로쿠고촌이 성립하였다.
- 1896년 4월 1일 - 군 통합에 의해 나카카와치군이 성립하였다.
- 1931년 4월 1일 - 기타에촌, 히가시로쿠고촌과 합병해 다테쓰촌이 성립하여, 동일 니시로쿠고촌은 폐지되었다.

## 교통

### 철도
현재는 구촌역에 긴테쓰 게이한나선의 아라모토역이 소재하고 있지만, 당시는 미개업

### 도로
현재는 구촌역을 긴키자동차도·제2한나 유료도로가 통과하지만, 당시는 미개통

## 참고문헌
- 角川日本地名大辞典 30 和歌山県